# Comté de Seward (Kansas)
Pour les articles homonymes, voir Comté de Seward.
Le comté de Seward est un comté de l'État du Kansas aux États-Unis.

## Géolocalisation
|                           | Comté de Haskell |                            |
| Comté de Stevens          | Comté de Seward  | Comté de Meade             |
| Comté de Texas (Oklahoma) |                  | Comté de Beaver (Oklahoma) |